# Městec Králové
Městec Králové (německy Königstädtel) je město v okrese Nymburk ve Středočeském kraji. Leží asi šestnáct kilometrů severovýchodně od Poděbrad. Včetně místních částí v něm žije přibližně 2 900 obyvatel.

## Historie
Archeologické nálezy dokládají zdejší osídlení již v pravěku. Podle pověstí se v Městci nejspíš v roce 1233 narodil Přemysl Otakar II.: „Královna Kunka, choť krále Václava I., vracela se po kladské silnici z Červ. Hradce do Prahy a v Městci porodila syna Přemysla, potomního krále. Své rodiště vyznamenal Přemysl Otakar II. tím, že mu propůjčil erb lva a mnohá privilegia městu královské komory udělil.“
Město bylo založeno za velké kolonizace ve druhé polovině 13. století jako město královské. První písemná zmínka o městě pochází z roku 1300. Své postavení si však neudrželo a již ve 14. století se stalo městem poddanským. Jeho původní funkci převzal nedaleko založený a rychle se rozvíjející Nový Bydžov. V roce 1790 město postihl velký požár, jehož vinou se v obci nedochovaly starší stavební památky. Kostel svaté Markéty postavený po požáru města byl v roce 1856 novorománský přestavěn. V letech 1832–1833 byl v Městci zřízen poštovní úřad.
Ve městě Městec Králové (2950 obyvatel) byly v roce 1932 evidovány tyto živnosti a obchody:
- Instituce a průmysl: poštovní úřad, telegrafní úřad, telefonní úřad, okresní úřad, berní úřad, důchodkový kontrolní úřad, četnická stanice, katol. kostel, synagoga, nemocnice, městské muzeum, obchodní grémium, sbor dobrovolných hasičů, Czernínský cukrovar, knihtiskárna, 4 továrny na knoflíky, mlékárna, mlýnské výrobky, mlýn, pila, 3 brusírny skla, stavitel, 2 tkalcovny, velkostatek Děpold Czernín, továrna se ženilkovým zbožím.[6]
- Služby (výběr): 3 lékaři, zvěrolékař, 3 advokáti, notář, 6 nákladních autodoprav, 3 autodrožky, velkoobchod s barvami, biograf Sokol, 2 drogerie, fotoateliér, geometr, 8 hostinců, 4 hotely (Dvořák, Novák, Radnice, Stará pošta), 2 kapelníci, 2 knihaři, lázně, lékárna U české Koruny, 4 obchody s motocykly, 4 papírnické obchody, 2 puškaři, Okresní hospodářská záložna v Městci Králové, Spořitelna v Městci Králové, Živnostenská záložna v Městci Králové, včelařský spolek, zubní ateliér, 2 velkoobchody se železářským zbožím.[6]

## Obyvatelstvo
| Rok            | 1869  | 1880  | 1890  | 1900  | 1910  | 1921  | 1930  | 1950  | 1961  | 1970  | 1980  | 1991  | 2001  | 2011  | 2021  |
| -------------- | ----- | ----- | ----- | ----- | ----- | ----- | ----- | ----- | ----- | ----- | ----- | ----- | ----- | ----- | ----- |
| Počet obyvatel | 2 207 | 2 459 | 2 475 | 2 406 | 2 603 | 2 865 | 3 040 | 2 763 | 2 766 | 2 681 | 2 771 | 2 845 | 2 755 | 2 688 | 2 649 |
| Počet domů     | 312   | 325   | 335   | 351   | 404   | 458   | 633   | 716   | 784   | 691   | 710   | 831   | 869   | 894   | 924   |

## Městská správa

### Územněsprávní začlenění
Dějiny územněsprávního začleňování zahrnují období od roku 1850 do současnosti. V chronologickém přehledu je uvedena územně administrativní příslušnost obce v roce, kdy ke změně došlo:
- 1850 země česká, kraj Jičín, politický okres Poděbrady, soudní okres Městec Králové[9]
- 1855 země česká, kraj Jičín, soudní okres Městec Králové
- 1868 země česká, politický okres Poděbrady, soudní okres Městec Králové
- 1939 země česká, Oberlandrat Kolín, politický okres Poděbrady, soudní okres Městec Králové[10]
- 1942 země česká, Oberlandrat Hradec Králové, politický okres Nymburk, soudní okres Městec Králové[11]
- 1945 země česká, správní okres Poděbrady, soudní okres Městec Králové[12]
- 1949 Pražský kraj, okres Poděbrady[13]
- 1960 Středočeský kraj, okres Nymburk
- 2003 Středočeský kraj, okres Nymburk, obec s rozšířenou působností Poděbrady

### Části města
- Městec Králové
- Nový
- Vinice

### Městské symboly
Znak města je historický, vlajka byla městu udělena rozhodnutím předsedy Poslanecké sněmovny Parlamentu České republiky dne 29. května 2007.

## Doprava
Dopravní síť
- Pozemní komunikace – Městem procházejí silnice II/324 Hradec Králové – Nový Bydžov – Městec Králové – silnice I/32 a II/329 Jičíněves – Městec Králové – Kolín.
- Železnice – Městem je vedena železniční Trať 062 Chlumec nad Cidlinou – Městec Králové – Křinec. Jedná se o jednokolejnou regionální trať, doprava byla v úseku trati mezi Městcem Králové a Křincem zahájena roku 1882, mezi Městcem Králové a Chlumcem nad Cidlinou roku 1901. Mezi Městcem a Křincem byla osobní doprava v prac. dnech zastavena od JŘ 2021/2022 a zbylá osobní doprava byla zastavena od JŘ 2022/2023 rozhodnutím objednatele, Středočeského kraje.

Veřejná doprava 2025
- Autobusová doprava – Městec Králové je lokálním autobusovým uzlem pro okolní obce, všechny projíždějící linky se setkávají na autobusových zastávkách na náměstí. Zde je přehled linek:  425 - Praha, Černý Most - Městec Králové, náměstí - Nový Bydžov, terminál HD - Hořice, autobusová stanice - Miletín, náměstí - Dvůr Králové nad Labem,pošta - Trutnov, autobusová stanice;

463 - Městec Králové, náměstí - Záhornice,U Tylů - Chotěšice - Rožďalovice, náměstí - Košík - Seletice - Prodašice - Žerčice - Semčice - Dobrovice, autobusová stanice - Nepřevázka, křižovatka - Mladá Boleslav, Bezděčín - Mladá Boleslav, autobusová stanice;
538 - Městec Králové, náměstí - Podmoky, obecní úřad - Velenice - Činěves - Dymokury - Křinec, náměstí;
541 (1. varianta) - Dlouhopolsko - Kněžičky - Běrunice - Městec Králové, náměstí - Podmoky, U Kovárny - Vrbice, U Váhy - Okřínek, prodejna - Senice - Úmyslovice - Netřebice - Budiměřice - Nymburk, hlavní nádraží;
541 (2. varianta) - Městec Králové, náměstí - Sloveč - Sloveč, Kamilov - Sloveč, Střihov - Městec Králové, Nový - Městec Králové,nám.;
598 - Poděbrady, železniční stanice - Choťánky, Vystrkov - Odřepsy - Vlkov pod Oškobrhem - Kolaje - Hradčany - Opočnice - Dlouhopolsko - Městec Králové, náměstí - Sloveč - Kněžice - Chroustov - Kněžice, Dubečno - (Chotěšice,Nová Ves);
599 - Městec Králové, náměstí - Podmoky, U Kovárny - Vrbice, U Váhy - Opočnice - Hradčany - Žehuň - Dobšice - Dobšice,Libněves;
853 - Městec Králové, náměstí - Sloveč, Střihov - Hlušice, škola - Starý Bydžov, obecní úřad - Nový Bydžov, terminál HD
- Železniční doprava – Po trati 062 mezi Městcem Králové a Křincem jezdilo v pracovních dnech 9 párů osobních vlaků, o víkendech 5 párů osobních vlaků, mezi Chlumcem nad Cidlinou a Městcem Králové v pracovních dnech 10 párů osobních vlaků, o víkendech 4 páry osobních vlaků.

## Pamětihodnosti
- Kostel svaté Markéty na náměstí Republiky
- Socha svatého Floriána v parku u kostela
- Socha svatého Jana Nepomuckého v parku u kostela
- Socha svatého Václava
- Pomník Františka Palackého
- Severovýchodně od města leží jedna z šesti částí přírodní památky Dymokursko.

## Osobnosti
- František Xaver Pokorný (1729–1794), český houslista a hudební skladatel
- Karel Kněžourek (1857–1920), český učitel a přírodovědec
- František Souček (1873–1940), český atlet
- Jan Karlík (1895–1944), československý legionář, důstojník, právník, odbojář z období druhé světové války popravený nacisty
- Adolf Lipa (1899–1953), český praktický lékař, sexuolog a gynekolog, profesor anatomie
- Karel Schulz (1899–1943), spisovatel
- Lída Plachá (1921–1993), herečka Národního divadla
- Eva Štěpánková (* 1945), česká podnikatelka, zakladatelka kosmetické firmy Ryor
- Ivan Hašek (* 1963), bývalý československý a český fotbalista, bývalý předseda FAČR, trenér české fotbalové reprezentace
- Jiří Jehlička (* 1977), aktivista, podnikatel
- Tomáš Michálek (* 1977), bývalý český fotbalový záložník, který působil v prvoligovém týmu FK Baumit Jablonec
- Ladislav Hruška (* 1978), redaktor TV Prima (dříve TV Nova)
- Bořek Dočkal (* 1988), český fotbalista
- Andrea Holá (* 1996), česká muzikálová herečka a zpěvačka